# حسن أبو نعمة
حسن أبو نعمة هو سفير أردني متقاعد ومعلّق سياسي في صحيفة جوردان تايمز.

## الوظائف والمناصب
- عيّن كمعلّقٍ سياسي في إذاعة عمان ومحاضراً في مركز تدريب المعلمين في رام الله.
- من 1967 حتى 1970 السكرتير الثالث في السفارة الأردنية في بغداد (العراق).
- من 1970 حتى 1972 السكرتير الأول في السفارة الأردنية في واشنطن العاصمة.
- من 1972 حتى 1973 عُيّن في وزارة الخارجية في عمان (مدينة).
- من 1973 إلى 1977 كان مستشار السفارة الأردنية في لندن.
- من 1978 إلى 1990 كان السفير الأردني لدى بلجيكيا ومقر السفارة فيإقليم بروكسل العاصمة مع اعتماد دبلوماسي في لاهاي وفي السوق الأوروبية المشتركة.[1]
- من 1990 حتى 1995 كان السفير الأردني لدى إيطاليا، ومقر السفارة في روما.[2]
- من 1995 حتى 2000 كان المندوب الدائم في مقر الأمم المتحدة.[3]